# АЭС Мааншан
АЭС Мааншан (кит. 馬鞍山核能發電廠) — атомная электростанция в Тайване.
Станция расположена на юге острова близ города Хэнчунь в уезде Пиндун.
АЭС Мааншан – третья тайваньская атомная электростанция – началась возводиться в 1978 году. В 1984 был пущен первый энергоблок. Всего на станции установили и запустили два реактора с водой под давлением (PWR) производства Westinghouse мощностью 951 МВт каждый. Мощность АЭС Мааншан составляет 1902 МВт.
В XXI веке стал рассматриваться вопрос о строительстве дополнительных энергоблоков на станции Мааншан. Однако, ситуация с уже построенной, но не запущенной АЭС Лунгмень из-за споров внутри страны по развитию атомной энергетики Тайваня, заставила руководство компании отложить этот вопрос на неопределенный срок. Из-за снижения потребности в сотрудниках некоторое количество тайваньских атомщиков переехали жить в континентальный Китай.

## Инциденты
7 июля 1985 года из-за сломанных лопаток турбины произошло возгорание на первом энергоблоке. На решение проблемы ушло 11 месяцев.
В 2006 году станция Мааншан пострадала от землетрясения Хенгчун. Из-за сильных вибраций 26 декабря аварийно был остановлен второй реактор АЭС. Первый при этом продолжил свою работу.
В ночь с 26 на 27 апреля 2015 года на втором энергоблоке АЭС Мааншан, расположенной на юге Тайваня, произошел пожар. В результате реактор второго энергоблока пришлось остановить. Утечки радиации не произошло.

## Информация об энергоблоках
| Энергоблок | Тип реакторов                | Мощность | Мощность | Начало строительства | Физпуск    | Подключение к сети | Ввод в эксплуатацию | Закрытие   |
| Энергоблок | Тип реакторов                | Чистый   | Брутто   | Начало строительства | Физпуск    | Подключение к сети | Ввод в эксплуатацию | Закрытие   |
| ---------- | ---------------------------- | -------- | -------- | -------------------- | ---------- | ------------------ | ------------------- | ---------- |
| Мааншан-1  | PWR, WE 312 (3 loop-12 foot) | 936 МВт  | 951 МВт  | 21.08.1978           | 30.03.1984 | 09.05.1984         | 27.07.1984          | 28.07.2024 |
| Мааншан-2  | PWR, WE 312 (3 loop-12 foot) | 938 МВт  | 951 МВт  | 21.02.1979           | 01.02.1985 | 25.02.1985         | 18.05.1985          | 17.05.2025 |

20 мая 2025 года было принято решение о проведении референдума о продлении эксплуатации реактора , который пройдет 23 августа 2025 года.